# Zephyrarchaea grayi
Espèce
Zephyrarchaea grayi est une espèce d'araignées aranéomorphes de la famille des Archaeidae.

## Distribution
Cette espèce est endémique du Victoria en Australie. Elle se rencontre dans le parc national des monts Grampians.

## Description
La femelle holotype mesure 3,36 mm.

## Étymologie
Cette espèce est nommée en l'honneur de Michael R. Gray.

## Publication originale
- Rix & Harvey, 2012 : Australian assassins, part II: A review of the new assassin spider genus Zephyrarchaea (Araneae, Archaeidae) from southern Australia. ZooKeys, no 191, p. 1-62 (texte intégral).